# Karangseneng
Karangseneng is een bestuurslaag in het regentschap Temanggung van de provincie Midden-Java, Indonesië. Karangseneng telt 1358 inwoners (volkstelling 2010).